# Люсі (австралопітек)

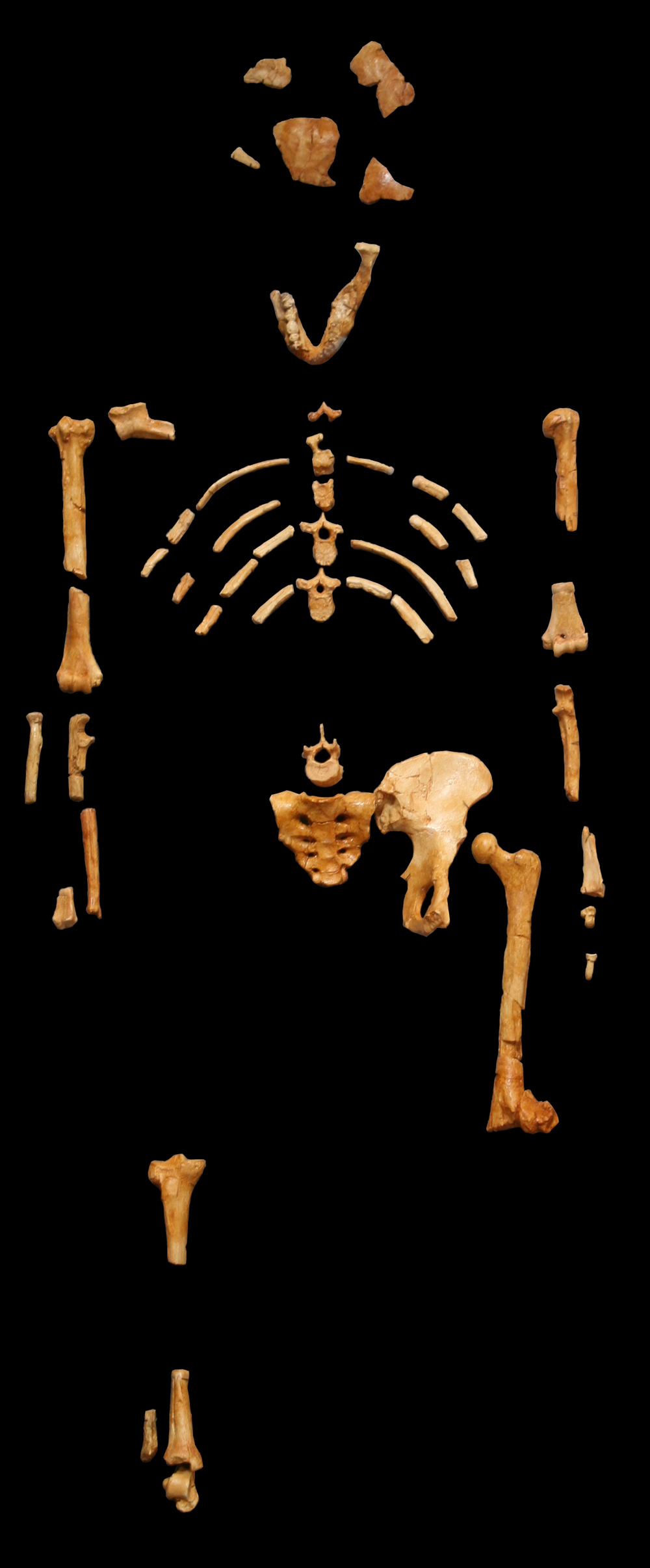
Рештки Люсі

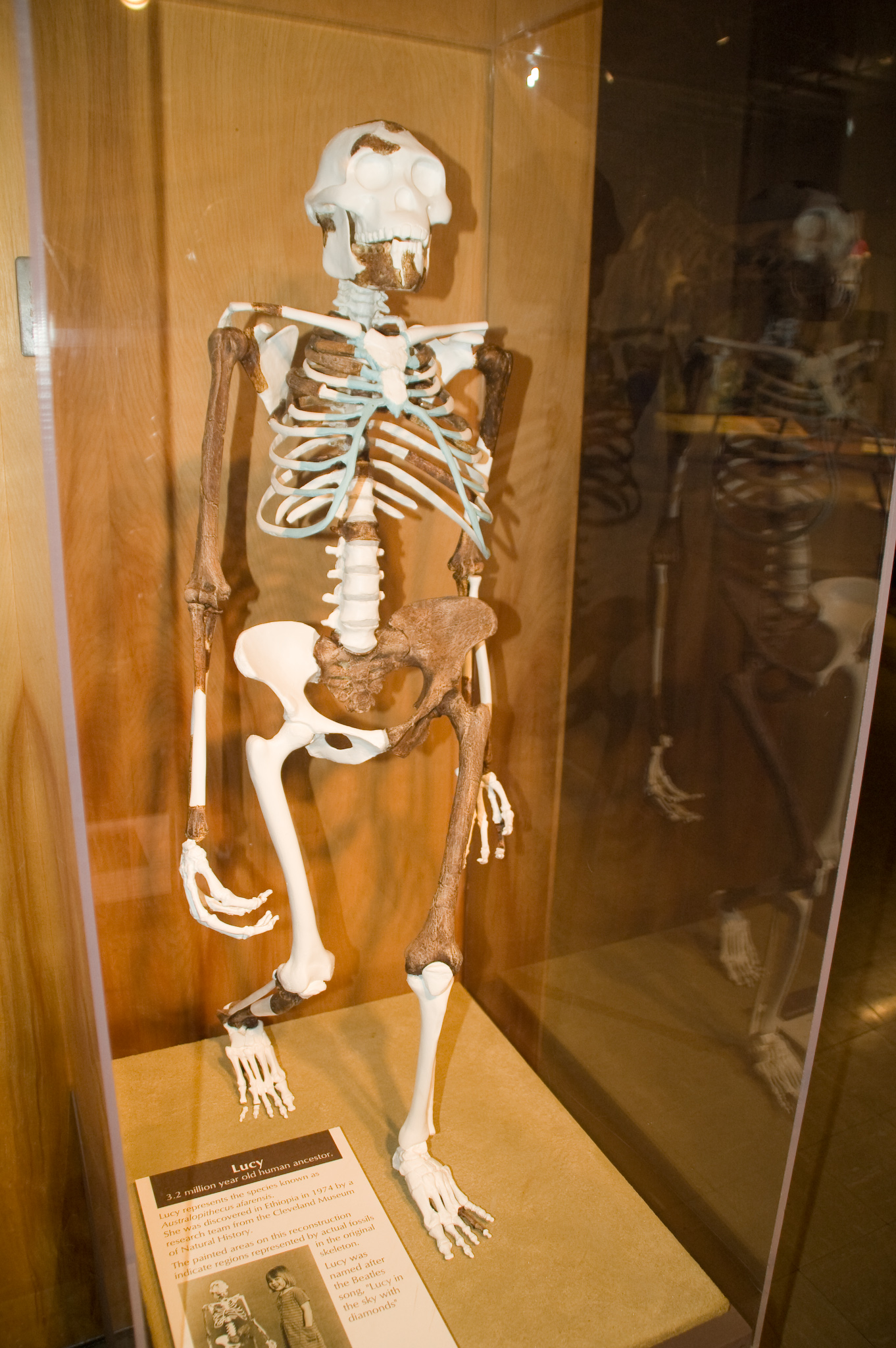
Реконструкція скелету Люсі, Кливлендський музей натуральної історії

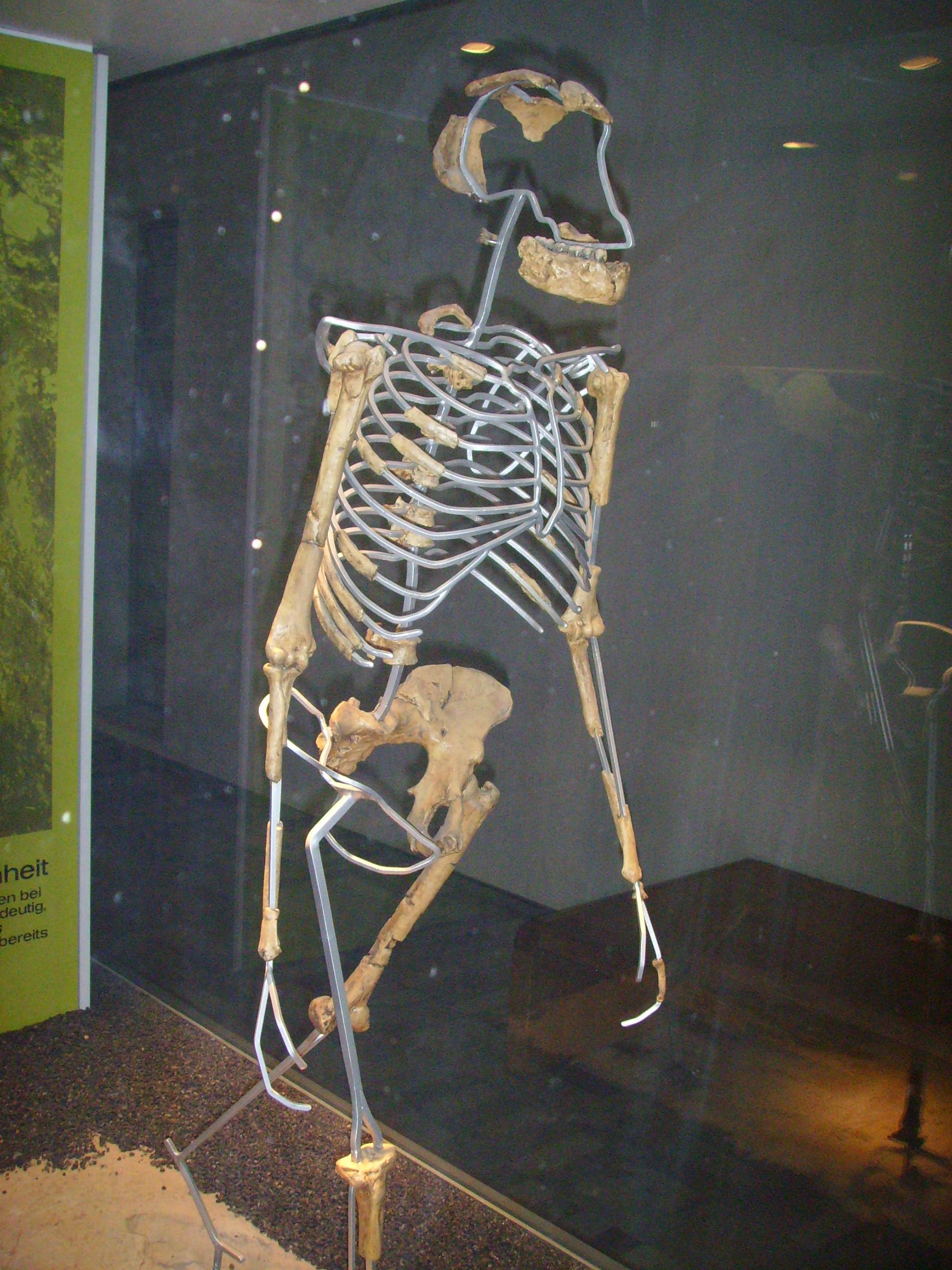
Копія скелету, Франкфурт-на-Майні

Люсі — поширена назва знахідки AL 288-1 — декількох сотень фрагментів кісток, які складають приблизно 40 % скелета особини австралопітека афарського. Екземпляр був знайдений у 1974 році в Гадарі в Ефіопії. Визначено, що Люсі жила приблизно 3,2 млн років тому. Знахідка є визначною, оскільки ця істота мала невелику ємність скроні, як у людиноподібної мавпи і володіла прямоходінням як людина. А це доказ того, що виникнення прямоходіння передувало збільшенню об'єму мозку в еволюції людини. Проте інші знахідки, зокрема знайдені у 1994 році рештки гомініда Арді, примушують робити висновок, що австралопітек афарський не є прямим предком людини.

## Історія відкриття
У 1973—1976 у Східній Африці в Афарі (низовина в Ефіопії), в селищі Гадар працювала французько-американська експедиція. Молодий антрополог Дональд Джогансон зробив унікальне відкриття. 24 листопада 1974 року він знайшов рештки скелету, що належав дорослій особині жіночої статі. Збереглося приблизно 40 % скелета, що є унікальним явищем в антропології. Після знахідки весь табір науковців був схвильований, увімкнули магнітофон із записом пісні Бітлз «Lucy in the Sky with Diamonds». З цього моменту знахідка отримала ім'я Люсі і так вона відома у колі антропологів.

## Опис
Зріст Люсі становив 120 см, вага — 40 кг. Об'єм мозку — приблизно 600 см³.
За даними аналізу зубів Люсі, вона загинула у віці 25-30 років.
Будова таза і кісток нижніх кінцівок свідчить, що представники даного виду були прямоходячими. Колінний суглоб пристосований до прямоходіння. Кут стегнової кістки до великої гомілкової проміжний між відповідними кутами у шимпанзе і людини. Стопа також проміжна між людиноподібними мавпами і сучасною людиною.

## Цікаві факти
24 листопада 2015 року компанія Google для оформлення своєї домашньої сторінки використала тематичний малюнок, присвячений 41-й річниці з дня знахідки залишків Люсі